# Reino Kaan
El reino Kaan (Kaanu’l Ajawlel, reino de la cabeza de serpiente), fue un reino maya gobernado por la dinastía Kaanu’l de Dzibanché y posteriormente con capital en Calakmul que subordinó y controló una gran extensión de las tierras bajas mayas centrales de manera hegemónica durante el periodo clásico de la civilización maya.
El reino fue establecido a inicios del siglo V en Dzibanché por la dinastía Kaanu’l, uno de los linajes con mayor poder político y bélico de los que se tiene registro en la historia de la civilización maya. El reino Kaan fue una entidad dominante en las tierras bajas mayas, su apogeo se dio entre el año 500 al 750 en los que sometió bajo un régimen hegemónico a la región por dos siglos. Eventualmente el reino fue perdiendo su poderío e influencia hasta el colapso de la cultura maya durante el periodo clásico terminal quedando extinto para mediados del siglo X.
Los reyes del reino Kaan portaban el título de K’uhul Kaan Ajaw, “Sagrado señor de Kaan”. Su mayor gobernante fue Yuknoom Ch’een II, conocido también como Yuknoom "el grande" quien gobernó por 50 años y llevó al reino Kaan a la cima de su poder.

## Historia
El origen de la dinastía Kaan se encuentra en la ciudad de Dzibanché, cuyo topónimo original fue Kaanu’l que significa ‘Lugar de Serpientes’ y es de donde toma su nombre el linaje gobernante de la ciudad. Los orígenes mitológicos de la dinastía están representados en los dinteles y murales de Dzibanché donde se les atribuye un origen divino a sus gobernantes y se les relaciona con serpientes entrelazadas. Dentro de la mitología maya del periodo clásico, los gobernantes eran considerados como representantes sagrados de las deidades y por ende eran los encargados de gobernar los grandes centros políticos de la época.
Las menciones históricas y epigráficas más tempranas de la dinastía Kaanu’l y el de su glifo emblema se encuentran en la escalinata jeroglífica del Edificio de los Cautivos o Edificio 13 de Dzibanché. Un gobernante temprano de la dinastía Kaan fue Yuknoom Ch'een I de Dzibanché, su gobierno inició en el periodo clásico de la civilización maya a inicios del siglo V. Durante su gobierno consolidó a Dzibanché como un estado bélico con el poder militar necesario para capturar prisioneros de sitios aledaños. Durante el siglo VI el reino Kaan y sus gobernantes iniciaron campañas militares estableciendo alianzas, supervisando entronizaciones en sitios aliados y volviendo tributarios a sitios cercanos para poder controlar las rutas de comercio. En este periodo la influencia de Dzibanché se expandió por toda la región y el glifo emblema de los Kaanu’l fue registrado en algunos monumentos de varios sitios aledaños subordinados como El Resbalón, Pol Box y Los Alacranes. Una mención a la captura de un vasallo del gobernante Tuun K’ab Hix en el dintel 35 de Yaxchilán muestra que la influencia de Dzibanché y los Kaanu’l ya había llegado hasta la región de la cuenca del Usumacinta.
Estas campañas de expansión llevaron a Dzibanché a chocar al sur con la dinastía gobernante de Tikal, una potencia regional establecida por Teotihuacán que buscaba igualmente el control de la región, iniciando así una histórica rivalidad por el dominio de las tierras bajas mayas que se extendió durante todo el periodo clásico medio y el clásico tardío. En el año 562 el gobernante K'ahk' Ti' Ch'ich' Ajsaakil de Dzibanché derrota a Tikal terminando así con su poder regional y quedando Dzibanché y el reino Kaan como la hegemonía gobernante de las tierras bajas mayas durante los siguientes dos siglos. Las campañas bélicas continuaron con el gobernante Uneh Chan logrando victorias importantes del reino Kaan contra Palenque, la capital del reino de B’aakal en el 599 y el 611, con esto el poder de los Kaanu’l ya había penetrado y superado en su totalidad al resto de estados en las tierras bajas mayas. En el año 636 la dinastía Kaanu’l se enfrentó a problemas internos, el heredero al trono de Dzibanché Waxaklajuun Ubah Chan fue derrocado por otro miembro de la dinastía Kaan identificado como Yuknoom Cabeza, provocando que el linaje se dividiera en dos facciones, quedando una parte en Dzibanché mientras que la otra parte del linaje se asentó en Calakmul estableciendo a la ciudad como la nueva capital del reino Kaan. Desde varios años atrás, los Kaan ya tenían influencia en la ciudad de Calakmul originalmente llamada Ux Te’ Tuun y que anteriormente llegó a utilizar el glifo de Chiik Nahb, a partir de entonces las inscripciones de Calakmul utilizaron el glifo emblema de la dinastía Kaanu’l que era también el toponímico original de Dzibanché. Por su parte Dzibanché se recuperó de esta crisis interna y siguió siendo un centro de poder político gobernado por una parte de la dinastía Kaanu'l quienes lograron victorias menores contra sitios aledaños y continuaron con el desarrollo urbano de la ciudad.
Yuknoom Ch'een II, también conocido como Yuknoom “El Grande” por sus hazañas de conquista, fue el primer gobernante de la dinastía Kaanu’l en Calakmul, gobernó por 50 años desde el 636 al 686 y se consagró como el gobernante más poderoso del reino Kaan, siendo quien convertiría a Calakmul en una superpotencia regional con varias alianzas y sitios vasallos tributarios trayendo el periodo de mayor poder político y económico del reino Kaan. Durante su gobierno tuvo como sitios tributarios y aliados a grandes centros políticos como Edzná, Moral-Reforma, Santa Elena, Piedras Negras, Cancuén, La Corona, El Perú y Dos Pilas. Yuknoom Cheen II es también el gobernante maya con más menciones en estelas y monumentos en otras ciudades siendo nombrado a lo largo de la región, mostrando el poder e influencia política que alcanzó el reino Kaan durante su gobierno. Yuknoom Ch'een II logró una importante victoria sobre Dos Pilas, un sitio que originalmente fue un enclave fundado por la dinastía de Tikal, el gobernante de Dos Pilas en lugar de ser sacrificado fue reinstaurado en su trono y le rindió tributo al reino Kaan volviéndose este sitio en uno de los más grandes aliados de Calakmul. En el año 657 Calakmul invade y derrota nuevamente a Tikal conquistando la ciudad y avasallando a su gobernante Nuun Ujol Chaahk.
En el 686 asciende al poder Yuknoom Yich’aak K’ahk’ en una ceremonia llevada a cabo en la acrópolis de Chiik Nahb de Calakmul. Para ese tiempo Tikal empezaba a resurgir y en el año 695 logra una importante victoria contra Calakmul debilitando políticamente al reino Kaan y disminuyendo su régimen hegemónico, sin embargo, Calakmul mantuvo algunas de sus alianzas más importantes, aunque nunca recuperó el poder alcanzado con Yuknoom Ch’een II. Los gobernantes posteriores lograron mantener la estabilidad política en el reino, pero para el 744 Tikal derrotó y destruyó El Naranjo y El Perú, dos importantes aliados de Calakmul, quedando así destruida una de sus mayores redes de influencia y con esto inició la decadencia política del reino Kaan.